# Costanza Calenda

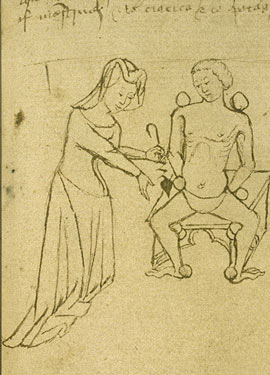
Mujer médico atendiendo a un paciente, manuscrito británico de principios del. Está vestida a la última moda y practicando una sangría con una lanceta.

Costanza Calenda, también conocida como Constanza Calenda o Constance Calenda, (fl. siglo XV) fue una doctora italiana, una de las pocas mujeres de las que se conoce que practicaban la medicina en la Edad Media. Era hija del doctor Salvatori Calenda, decano de la Escuela de Medicina de Salerno. Se cree que logró titularse como doctora en Medicina en la Universidad de Nápoles, después de aprobar un examen, y que fue la primera occidental en obtener este título, probablemente entre 1422-1423. Sin embargo los documentos que avalan estos datos fueron destruidos durante la Segunda Guerra Mundial, aunque todavía existen algunas copias.
En el estudio de Salvatore de Renzi sobre la Escuela de Medicina de Salerno realizado en el siglo XIX, Calenda es una de las cuatro mujeres mencionadas —junto con Rebecca Guarna, Abella y Mercuriade— que se sabe que practicaban medicina, impartían conferencias sobre medicina y escribían tratados. Forma parte del grupo de mujeres conocido como Mulieres Salernitanae, es decir, Damas o Mujeres de Salerno.